# Lijst van termen in de tandheelkunde
In de tandheelkunde worden vrij veel woorden gebruikt die door leken niet worden begrepen. Hier volgt een lijst van termen in de tandheelkunde.
Zie voor de aanduiding van de gebitselementen het artikel internationale tandnummering.
- apicaal - aan de wortelpunt
- buccaal - aan de kant van de wang (bucca)
- diasteem - spleetje tussen de tanden
- edentaat - geheel zonder tanden (dentes)
- distaal - de zijde van de tand of kies van de middellijn af als men zich de tandboog gestrekt denkt tot een rechte lijn.
- linguaal - aan de kant van de tong (lingua)
- mesiaal - de zijde van de tand of kies gekeerd naar de middellijn als men zich de tandboog gestrekt denkt tot een rechte lijn.
- occlusaal - op het kauwvlak van een kies
- palatinaal - aan de kant van het gehemelte (palatum)
- superior - boven
- inferior - onder
- dexter - rechts
- sinister - links

Zie voor de indeling van cariëslaesies het artikel cariës.